# Przepowiednia Neferti
Przepowiednia Neferti to dzieło należące do nurtu piśmiennictwa mądrościowego Średniego Państwa egipskiego, porusza tematykę narodowej katastrofy, na którą składa się wiele zjawisk. 

## Opis
Proroctwo rozpoczyna się od wstępu, w którym faraon Snefru wzywa proroka, który ma opowiedzieć mu o przyszłości. Podobnie jak w Lamentacji Ipuwera, przepowiednia dotyczy katastrofy, która ma nawiedzić kraj. Katastrofa ta opisana jest jako efekt upadku władzy i bezprawia (odnośnik), zawiera także motyw bezczynności wobec zła. 
Początek upadku państwa rozpoczyna się od katastrofy przyrodniczej, która ma związek ze słońcem, Nilem oraz florą i fauną egipską. Biorąc pod uwagę, że nieszczęścia od samego początku opisywane są w przeważającej mierze jako związane z czynnikami naturalnymi (susza, inwazyjne gatunki obcych zwierząt) i zewnętrznymi (najazdy koczowników), można przypuszczać, że niepomyślności nawiedzające kraj wynikają właśnie z niełaski Boga-Stwórcy. 
Te zmiany prowadzą analogicznie według proroka do inwazji ludów koczowniczych, a co się z tym wiąże, działaniami wojennymi. Przez niesprzyjające warunki przyrody, ludzie przemieszczają się w miejsca bardziej przyjazne do życia, jak właśnie Egipt. 
Kolejną katastrofą zapowiedzianą przez proroka jest powszechne nieszczęście oraz upadek obyczajów, oraz upadek państwa i administracji które objawia się poprzez rozkład państwa, który „ma wielu władców”. Jako konsekwencja poprzednich klęsk, Re na krótki czas odwróci się od ludzkości. 
Ostatni fragment lamentacyjnej części proroctwa dotyczy zmian społecznych, które doprowadzą do upadku możnych i wywyższenia biedaków. Na szczęście jest nadzieja dla Egiptu: na sam koniec prorok wspomina o odrodzeniu, które objawi się poprzez Amenę, król przepędzi wrogów zewnętrznych i wewnętrznych oraz zaprowadzi pokój. 

### Podsumowanie
Przepowiednia Neferti jest prawdopodobnie pierwszym w historii ludzkości dziełem poruszającym związek katastrof naturalnych z migracjami ludzi i zwierząt oraz przemianami społecznymi, gospodarczymi i politycznymi. Podczas lektury można zauważyć konserwatywne podejście autora, który jest niechętny zmianom w społeczeństwie. Opisywany w przepowiedni chaos jest przejawem nieporządku panującego na całym świecie, ma nie tylko charakter społeczny, ale także kosmiczny.